# August Paszkudzki
August Tomisław Paszkudzki (ur. 26 stycznia 1888 w Tarnopolu, zm. ?) – polski nauczyciel, działacz oświatowy, społeczny i polityczny.

## Życiorys
August Tomisław Paszkudzki urodził się 26 stycznia 1888 w Tarnopolu. Był synem Mieczysława Paszkudzkiego herbu Zadora (właściciel dóbr, c. k. urzędnik) i Anieli Marii Dunin-Siemaszko (córka powstańca styczniowego Jana Dunina-Siemaszki, nauczycielka u hr. Stanisława Badeniego, delegatka Macierzy Szkolnej dla Księstwa Cieszyńskiego). Miał brata Jerzego (1885-1940, oficer).
W 1902 ukończył IV klasę w C. K. V. Gimnazjum we Lwowie. Był jednym z działaczy ugrupowania, powstałego około 1904 i określającego się jako „Polska Młodzież Narodowo-Bezpartyjna”, oderwanego od głównego nurtu ideowego Stronnictwo Narodowo-Demokratycznego i był jednym z przywódców tajnej struktury o nazwie „Świt”, kierującym powyższym ugrupowaniem. W 1907, 1908 był stypendystą Zakładu Narodowego im. Ossolińskich, gdzie trafił za sprawą zaprzyjaźnionego z Paszkudzkimi prof. Aleksandra Hirschberga.
Około 1912 uzyskał stopień doktora filozofii. Z wykształcenia był historykiem (według Stanisława Wasylewskiego August Paszkudzki był doktorem nauk astrologicznych i uczniem przybocznego później astrologa Hitlera). Na przełomie 1912/1913 był praktykantem w Archiwum Państwowym przy C. K. Namiestnictwie we Lwowie.
Podjął pracę w szkolnictwie dysponując egzaminem na nauczyciela historii i geografii w szkołach średnich. Reskryptem C. K. Rady Szkolnej Krajowej z 24 lutego 1913 jako kandydat stanu nauczycielskiego został mianowany zastępcą nauczyciela w C. K. II Szkole Realnej we Lwowie i złożył przysięgę 4 marca 1913. Od początku pracy tamże, tj. od 7 lutego 1913 uczył w tej szkole języka polskiego, języka niemieckiego. Po wybuchu I wojny światowej i nastaniu okupacji rosyjskiej w listopadzie 1914 zorganizował wraz z innym nauczycielem II Szkoły Realnej, dr. Bazylim Kalicunem, „tajną szkołę” celem nauki młodzieży szkolnej (uczono w niej według programu austriackiego). Podczas lat wojennych pozostawał w służbie II Szkoły Realnej, wykładając historię i geografię.
Po odzyskaniu przez Polskę niepodległości (1918) i nastaniu II Rzeczypospolitej pozostawał w macierzystej szkole, przemianowanej na Państwową Szkołę Realną im. Jana i Andrzeja Śniadeckich we Lwowie, w której na początku lat 20. pracował z tytułem profesora i wykładał historię oraz geografię. Po następnym przemianowaniu szkoły w latach 20. na XI Państwowe Gimnazjum im. Jana i Andrzeja Śniadeckich we Lwowie prof. Paszkudzki nadal wykładał historię. Pozostając profesorem XI Gimnazjum równolegle uczył historii w Prywatnym Gimnazjum Realnym im. Henryka Jordana we Lwowie (własności Mieczysława Kistryna). Ponadto pracował w Zakładzie Naukowym Żeńskim im. Zofii Strzałkowskiej, ramach którego wykładał historię w Prywatnym Gimnazjum Żeńskim i był opiekunem kółka historycznego oraz uczył nauki o Polsce współczesnej w Seminarium Nauczycielskim Żeńskim, działającym przy tej placówce. Został mianowany na okres trzyletni od 1928 do 1931 egzaminatorem w składzie komisji egzaminacyjnej dla eksternów przy Wyższym Kursie Nauczycielskim we Lwowie, odpowiadając za dziedziny historia oraz Polska współczesna. Latem 1931 został przeniesiony z pracy w XI Gimnazjum do II Państwowego Gimnazjum im. Karola Szajnochy we Lwowie. Ze stanowiska profesora w tej szkole pod koniec 1934 został przeniesiony w stan spoczynku po 22 latach pracy (decyzja była szeroko komentowana we Lwowie, a sam Paszkudzki był określany wówczas jako jeden z najbardziej wytrawnych nauczycieli, pierwszorzędny dydaktyk i znawca „Polski współczesnej”). W 1937 był dyrektorem Prywatnego Gimnazjum Męskiego im. Henryka Jordana i Liceum we Lwowie (własności M. Kistryna), działającego przy ul. św. Mikołaja 16 (obecnie ulica Hruszewśkoho).
Został wybrany członkiem zarządu Koła VII im. Bernarda Goldmana Towarzystwa Szkoły Ludowej we Lwowie na rok 1908. Jako delegat koła w Kocmaniu w uczestniczył w Walnym Zjeździe TSL we Lwowie w dniach 28-29 września 1912. Na przełomie 1913/1914 wstąpił do Towarzystwa Nauczycieli Szkół Wyższych, 11 czerwca 1916 został wybrany zastępcą członka Zarządu Głównego TNSW. W niepodległej Polsce był działaczem Koła Lwowskiego Towarzystwa Nauczycieli Szkół Średnich i Wyższych, w którym 24 marca 1922 został wybrany wiceprezesem zarządu, 13 lutego 1926 został wybrany przewodniczącym zarządu, ponownie wybrany na tę funkcję 11 lutego 1928 i funkcję piastował w kolejnych latach. 2 maja 1926 został wybrany członkiem zarządu Okręgu TNSW, a 5 kwietnia 1929 i 29 marca 1931 był wybierany do składu Głównej Komisji Rozjemczej Zarządu Głównego TNSW. Z ramienia TNSW wygłaszał referaty. W latach 30. z ramienia TNSW zasiadał w Radzie Nadzorczej Książnicy-Atlas. Na przełomie lat 20./30. planowano założenie towarzystwa nauczycieli szkół polskich w Stanach Zjednoczonych na wzór podobny do TNSW, a na życzenie tamtejszych działaczy prof. Paszkudzki miał udać się do USA jako oficjalny przedstawiciel TNSW oraz jako instruktor w zakresie należytego przedstawienia nauki o Polsce w amerykańskich szkołach, jednak Ministerstwo Wyznań Religijnych i Oświecenia Publicznego na wniosek Kuratorium Okręgu Szkolnego Lwowskiego odmówiło profesorowi udzielenia urlopu do tego celu ze względów politycznych. Przed 1939 dr Paszkudzki działał w Sekcji Dydaktycznej Oddziału Polskiego Towarzystwa Historycznego we Lwowie.
Był działaczem Chrześcijańskiej Demokracji. 25 września 1930 został przewodniczącym okręgowego komitetu wyborczego ChD we Lwowie. Jego staraniem powstał Chrześcijański Uniwersytet Robotniczy. Do 22 listopada 1931 był prezesem okręgu Chrześcijańskiej Demokracji we Lwowie (zastąpiony wtedy przez ks. prof. dr. Józefa Palucha). W latach 30. współdziałał z Narodową Organizacją Kobiet. W 1932 był wiceprezesem II gniazda Polskiego Towarzystwa Gimnastycznego „Sokół” we Lwowie. Pod koniec lat 30. udzielał się w działalności uniwersytetów powszechnych.
Wydał opracowanie tekstów konstytucji marcowej (1921)) oraz konstytucji kwietniowej (1935), które opatrzył komentarzem napisanym w przystępnej formie. Wygłaszał też odczyty o Konstytucja 3 maja, o ustawie z 2 sierpnia 1926 zmieniającej konstytucję marcową. Publikował też na temat nietykalności poselskiej. Z okazji ustanowionego przez papieża Piusa XI w encyklice Quas Primas święta Chrystusa Króla, 26 października 1930 na zebraniu hołdowniczym Ligi Katolickiej w parafii św. Elżbiety ogłaszał referat pt. Encyklika Piusa XI „O chrześcijańskim wychowaniu młodzieży”. W dniu 5 maja 1932 na antenie rozgłośni lwowskiej Polskiego Radia wygłosił prelekcję pt. „Zbigniew Oleśnicki – wielki Mąż Stanu”.

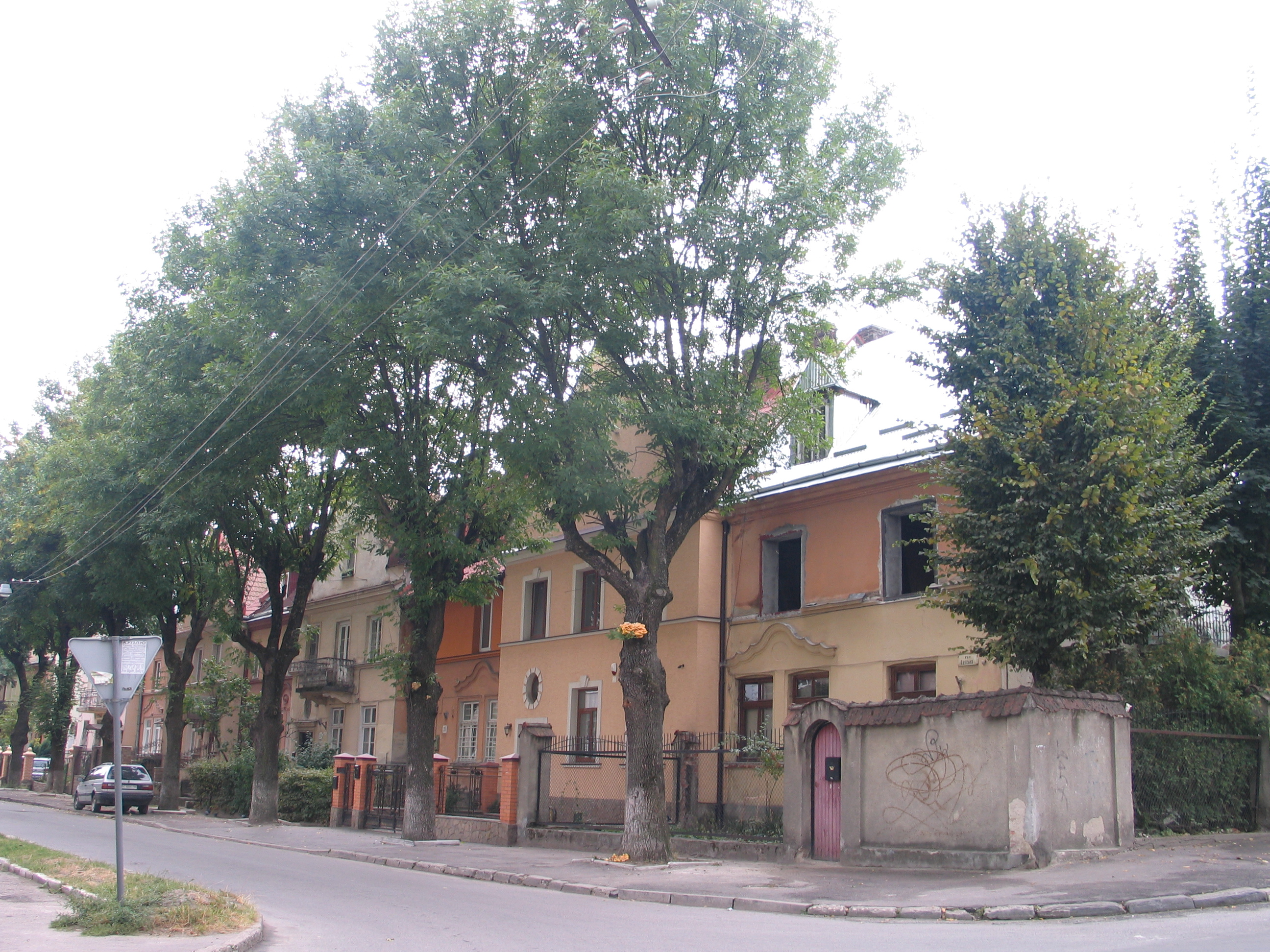
Dawna ulica Boczkowskiego we Lwowie (widok z 2015)

August Paszkudzki był żonaty z Leonardą z domu Bobrek (ur. 11 czerwca 1896), miał dwóch synów, w tym Augusta (ur. 25 maja 1924). W latach 30. figurował we Lwowie pod adresem m. Listopada 94 (1932) oraz Kaspra Boczkowskiego 35 (1938) w osiedlu Kolonia Oficerska. Jako profesor gimnazjalny pracował we Lwowie do czasu wybuchu II wojny światowej w 1939. Następnie pozostawał bez pracy: najpierw po agresji ZSRR na Polskę 17 września 1939 w trakcie okupacji sowieckiej, a później po ataku Niemiec na ZSRR z 22 czerwca 1941 podczas okupacji niemieckiej. Podczas wojny wraz ze swoją żoną zamieszkiwał we Lwowie w dwupiętrowym domu prywatnym w centrum miasta. Jego ostatnim znanym miejscem zamieszkania był adres przy ul. Boczkowskiego 35 (obecnie ulica Odeśka). Od sierpnia 1942 aż do lipca 1944 na strychu domu Paszkudzkich była ukrywana żydowska kobieta (przyjaciółka i rówieśniczka jego syna, Renata Stam – oboje uczyli się w szkole M. Kistryna). Pod koniec 1942 jego żona udzieliła pomocy 16-letniemu żydowskiemu chłopcu Abrahamowi Wernerowi (synowi Leona Wernera, przewodniczącego Judenratu w Sanoku), którego pod imieniem Adam umieściła na kwaterze w mieszkaniu swojej pomocy domowej, Marii, nieopodal swojego domu. Ponadto w domu Paszkudzkich były ukrywana pochodzące z Bochni Irena Melsling z córką Marią (skierowane przez brata Leonardy, Zygmunta Bobreka), którym udzielono dokumentów pozostałych po krewnych z rodziny Paszkudzich, deportowanych w głąb ZSRR. Paszkudzcy ukrywali także pochodzącego z Sanoka sędziego Edmunda Krotowskiego. Obaj synowie Paszkudzkich byli aktywni w działalności podziemnej, zaś dzięki swoim kontaktom z Armią Krajową rodzina udzielała pomocy Żydom w zakresie wytwarzania dla nich fałszywych dokumentów.
Po nadejściu frontu wschodniego 20 września 1944 Renata Stam została żoną Augusta juniora, zaś oboje z Leonardą opuścili Lwów i w 1948 osiedli w Szczecinie (tam Leonarda zmarła 17 lipca 1979, a August junior 12 stycznia 1987 – oboje pochowani na Cmentarzu Centralnym w Szczecinie). 29 grudnia 2005 jego żona Leonarda i syn August zostali pośmiertnie uhonorowani izraelskim odznaczeniem Sprawiedliwy wśród Narodów Świata za ukrywanie od 1942 od 1944 Renaty Stam. W 2010 wyróżnienie odebrały w Australii dzieci Augusta juniora, George Paszkudzki i Leonarda Paszkudzki-Baizert. W 2014 w Sądzie Rejonowym dla m.st. Warszawy w Warszawie, II Wydział Cywilny, toczyło się postępowanie z wniosku Jerzego Paszkudzkiego z udziałem Leonardy Paszkudzkiej-Baizert o uznanie za zmarłego Augusta Paszkudzkiego.

## Publikacje
- Konstytucja Rzeczypospolitej Polskiej z dnia 17 marca 1921 r. Tekst, komentarz (Lwów 1926)[95][96]
- Ustawa z dnia 2 sierpnia 1926 r. zmieniająca i uzupełniająca Konstytucję Rzeczypospolitej Polskiej z dnia 17 marca 1921 r. (Lwów 1926)[97]
- Konstytucja Rzeczypospolitej Polskiej z dnia 17 marca 1921 r. z uwzględnieniem zmian ustalonych ustawą z dnia 2 sierpnia 1926, zmieniającą i uzupełniającą Konstytucję Rzeczypospolitej Polskiej z dnia 17 marca 1921 (Lwów/Warszawa 1927; uznana za podręcznik[98][99][100][101])
- Konstytucja Rzeczypospolitej Polskiej z dnia 23 kwietnia 1935 roku. Tekst (Lwów/Warszawa 1935)